# Высшие женские политехнические курсы
Высшие женские политехнические курсы — первое учебное техническое заведение для женщин в Российской империи. Основано в 1905 г. как С.-Петербургские Высшие женские политехнические курсы. Учебную деятельность заведение начало с 15 января [28 января] 1906.
С 1915 года — Женский политехнический институт. С 1918 года — Второй Петроградский политехнический институт (зачисляются и мужчины).
Директор — Николай Леонидович Щукин.
Институт был упразднён в 1924 году.

## История
Хлопоты по учреждению Курсов взяло на себя «Общество изыскания средств для технического образования женщин» (Устав утверждён Министерством внутренних дел 20 марта 1905 г.). Главным инициатором движения была журналистка и феминистка Прасковья
Ариян, выпускница Бестужевских курсов. Она установила связи с преподавателями технических училищ и такими известными
феминистками, как Философова, Конради и др.
Курсы открылись 15 (28) января 1906 г. в здании доходного дома Н. Ф. Целибеева, расположенном на углу Загородного проспекта, д. 68 и Серпуховской улицы, д. 2.
Около 800 слушательниц (1912 г.).
Преобразованы в 1915 году в Женский Политехнический институт. С 1918 года — Второй Петроградский Политехнический институт в ведении Народного комиссариата по просвещению.
В 1918 году переехал в здание на 10-й линии Васильевского острова, д. 3, ранее занимаемое Женским Патриотическим институтом.
Упразднён в 1924 году. Студенты переведены в другие высшие учебные заведения: Первый Политехнический институт им. М. И. Калинина, ВХУТЕИН (бывш. Академия художеств), Институт гражданских инженеров.
Курсы состояли из одного факультета, но были расширены до четырёх:
- архитектурного,
- инженерно-строительного,
- химического,
- электро-механического.

Обучение на Курсах было платным. Годовая плата в 1906—1907 гг. составляла 100 рублей + 10 руб. «за пользование чертёжными принадлежностями»; с 1907 года — 125 руб.
Женский Политехнический институт был первым учреждением подобного рода, который в первое десятилетие своего
существования выпустил около 50 женщин-архитекторов, дизайнеров и инженеров.
Первый выпуск женщин-инженеров состоялся в 1912 году; ими стали: 1) Соколова А. И. (электромеханик), 2) Ничипуренко А. Ф. (электромеханик), 3) Иваницкая А. А. (химик).

## Предметы

### Архитектурное отделение
Элементарная математика, высшая математика, начертательная геометрия, теоретическая механика, геодезия, физика, неорганическая химия, прикладная механика, сопротивление материалов, статика сооружений, строительные материалы, строительные работы, домовая канализация и водоснабжение, строительное законодательство, архитектура общая, архитектура специальная, архитектурные формы, ордера, история изобразительного искусства, эстетика, художественная топография человека, архитектурное черчение, рисование, акварель, конструктивные чертежи, составление шаблонов, композиция и декоративное искусство, моделирование, лепка, проектирование.

### Необязательные предметы
Гигиена человека, гигиена общественная, геология, политическая экономия, философия, французский, немецкий, английский языки.

## Преподаватели
- Баумгартен, Евгений Евгеньевич — архитектор.
- Белелюбский, Николай Аполлонович — инженер, мостостроитель.
- Белогруд, Андрей Евгеньевич — архитектор.
- Беляев, Сергей Васильевич — архитектор.
- Бенуа, Леонтий Николаевич — архитектор, профессор (c 1921 по 1924 г.; с декабря 1922 г. декан Архитектурного факультета).
- Габе, Руфин Михайлович — архитектор.
- Галензовский, Стефан Петрович — архитектор.
- Гевирц, Яков Германович — архитектор.
- Депп Г. Ф. — профессор.
- Дмитриев Петр Иванович — профессор.
- Залькинд, Юлий Сигизмундович — химик, профессор.
- Косяков, Владимир Антонович — архитектор.
- Курбатов, Владимир Яковлевич — историк.
- Курилко (Кузьменко-Гвоздевич), Анастасия Васильевна — инженер-архитектор.
- Курилко, Михаил Иванович — художник.
- Лапшинский — профессор.
- Лидваль, Фёдор Иванович — архитектор.
- Маковецкий, Александр Евменьевич — химик.
- Миткевич, Владимир Фёдорович — электротехник, физик, профессор.
- Лялевич, Мариан Станиславович — архитектор.
- Мунц, Оскар Рудольфович — архитектор.
- Николаев Б. Н.
- Передерий, Григорий Петрович — инженер, мостостроитель.
- Перетяткович, Мариан Марианович — архитектор.
- Покровский, Владимир Александрович — архитектор. С мая 1906 г. вёл занятия по архитектурному проектированию, а позднее и по рисунку. В январе 1908 г. Покровский вошёл в Совет Общества, состоявшего из 12 человек, причём был избран в него 77 голосами из 78 присутствующих на собрании членов Общества.

Во время отсутствия директора Курсов Н. Л. Щукина Покровский исполнял его обязанности. Декан архитектурного факультета с ноября 1907 по май 1911 г. (выборы проходили каждые три года). Когда на заседании Совета преподавателей попросил освободить себя от этой обязанности, оценкой деятельности Покровского стала внесённая в журнал заседаний запись: «Совет выражает глубокое о сём сожаление и приносит В. А. искреннюю благодарность за понесённые громадные труды на пользу Курсов в столь тяжёлый период организации Курсов»).
- Пясецкий, Владимир Николаевич — гражданский инженер.
- Розинг, Борис Львович — физик, декан Электромеханического факультета.
- Сонгайло, Михаил Александрович — архитектор.
- Фомин, Иван Александрович — архитектор.
- Шервуд, Леонид Владимирович — скульптор.
- Щуко, Владимир Алексеевич — архитектор.